# Langd
Langd ist ein Stadtteil von Hungen im mittelhessischen Landkreis Gießen.

## Geografische Lage
Langd liegt östlich von Hungen. Durch den Ort verlaufen keine überregionalen Straßen.

## Ortsgeschichte

### Früh- und Vorgeschichte
Scherbenfunde der Bandkeramik aus der Zeit 3000 v. Chr. bis 2500 v. Chr. bezeugen die frühe Besiedlung der Langder Gemarkung. Ausgrabungen aus den Jahren 1842 und 1950 belegen, dass zur Zeit der Urnenfelderkultur (1200–800 v. Chr.) und der Hallstattzeit (800–500 v. Chr.) die Gemarkung bewohnt gewesen ist.

### Mittelalter
Der Name Langd bezeichnete die Siedlung in einer lang gestreckten Gemarkung (althochdeutsch: lang, mittelhochdeutsch lanc). Der Name leitet sich von der althochdeutschen Form des Adjektivs „lang“ ab. Zunächst Flurname, wurde er zum Siedlungsnamen.
Die beiden Ersterwähnungen von Langd finden sich um das Jahr 1155/1160 im Kopiar Codex Eberhardi. Die Belegstellen zu Langd lauten: „... Hec sunt autem bona illuc (Propstei Neuenburg) pertinet: Vinea una Langida (einen Weinberg in Langd)“ und „Assenheim, Quekaha, Mincenberg ... Cilbach, Langete.“
Demnach verfügte die fuldische Propstei Neuenberg im 12. Jahrhundert über einen Weinberg in Langd. Ebenso besaß die fuldische Propstei St. Michael Eigentum im Ort.
In einer Erwähnung aus dem Jahr 1242 ist der zum Ortsadel zählende Ritter Henricus de Langete Zeuge der Beurkundung einer Abgabenbefreiung der Ringelshäuser Güter des Antoniterklosters Grünberg durch den Grafen Berthold von Ziegenhain und Nidda. In dieser Erwähnung lautet der Ortsname Lank. Danach erschien er urkundlich 1313: „... in villa Langete“. Hier wird erstmals die Siedlungsform „villa“ gebraucht, welche den Ort als Dorf kennzeichnet. Im 14. Jahrhundert, in den Jahren 1313 und 1323, wird in den Urkunden differenziert zwischen „in villa Langete superiori“ (Oberlangd) und „in inferiori Langeyte“. (Unterlangd).
Oberlangd wurde während der Wüstungsperiode im 14. Jahrhundert von seinen Bewohnern aufgegeben. 1357 kennt eine Urkunde nicht mehr die Differenzierung zwischen Ober- und Unterlangd: „... czu Grasse, czu Witershusen, czu Lancte ...“ Eine Urkunde aus dem Jahre 1375 nennt: Wygant von Langda.
Der Chorturm der Evangelischen Kirche aus dem 11. Jahrhundert enthält mittelalterliche Malereien. 1911 wurde dort das Wappen der Ritter von Langd freigelegt: die Lilie. Zusammen mit einer Grubenlampe bildet es heute das Wappen des Dorfes Langd, das von den Ortsvereinen geführt wird.
Als ehemaliges Lehen der Grafen von Ziegenhain kam Langd im Jahre 1450 an die Landgrafschaft Hessen und 1627 an Hessen-Darmstadt.

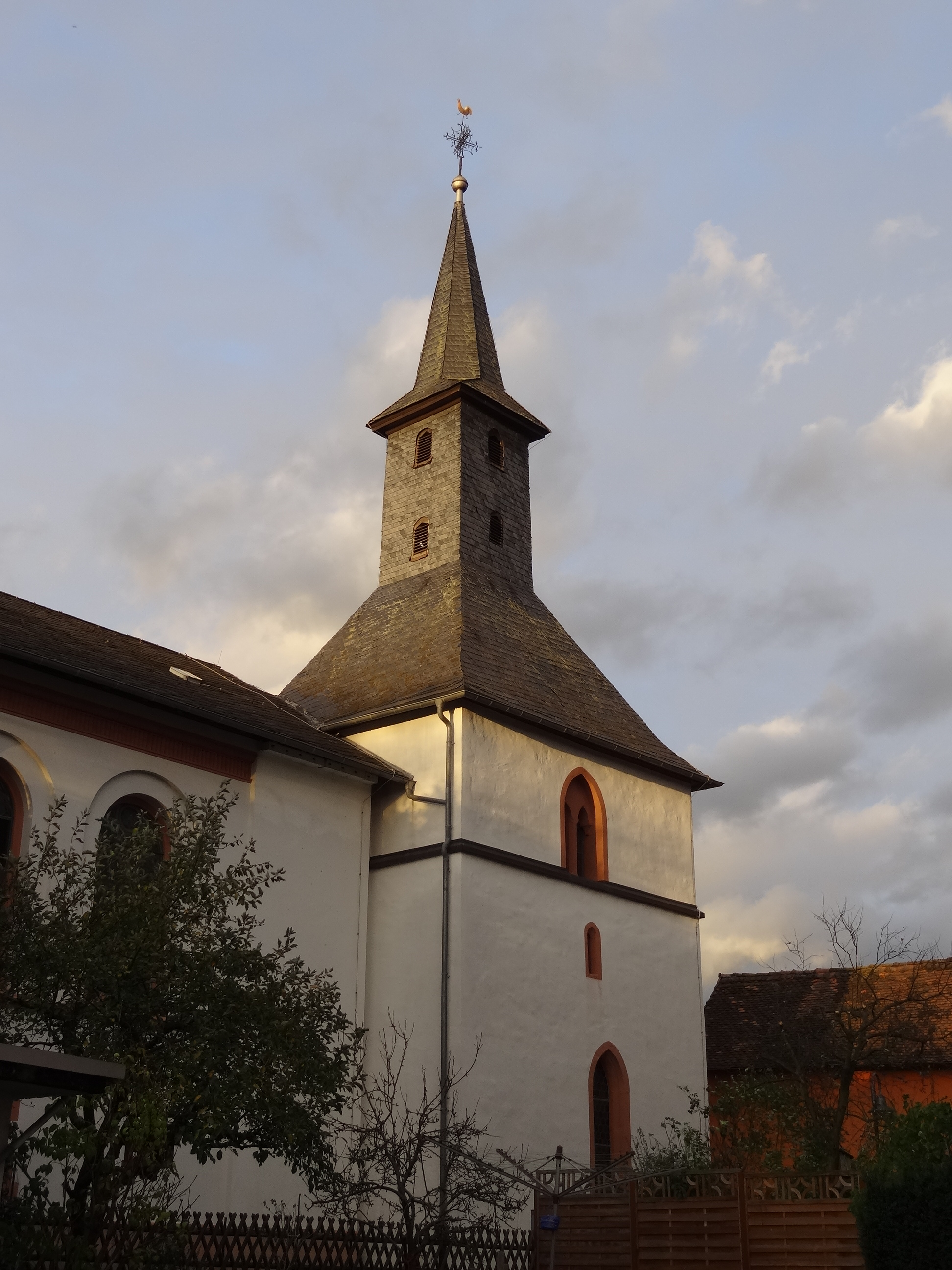
Chorturm (11. Jh.) der Evangelischen Kirche Langd

### Neuzeit
Seit dem Jahr 1770 wurde in der Gemarkung Langd Bergbau betrieben. Das an verschiedenen Stellen, hauptsächlich in Waldgebieten, abgebaute Eisenerz entstand zur Zeit des tertiären Vogelsbergvulkanismus. Die Abbaubereiche sind teilweise noch heute sichtbar. Grundmauern der Arbeiterbaracken und einige Spülfelder-Dämme befinden sich im Waldgebiet zwischen Hungen und Langd. Für den Abbau wurden Bergleute aus Tirol angeworben, die sich zum Teil in Langd niederließen. Der Bergbau kam 1945 zum Erliegen.
Die Statistisch-topographisch-historische Beschreibung des Großherzogthums Hessen berichtet 1830 über Langd:

„Langd (L. Bez. Nidda) evangel. Pfarrdorf; liegt 2 St. von Nidda, hat 102 Häuser und 545 Einwohner, die alle evangelisch sind. Unter den Gewerbsleuten, deren es 62 sind, finden sich namentlich Bergleute, Ziegelbrenner und Drechsler. – Die Kapelle gehörte noch im 14. Jahrhundert zur Kirche zu Rodheim. Das Kloster Usenborn erhielt 1519 vom Landgrafen Philipp dem Großmächigen, den Zehnten zu Lehen. Noch gegen 1736 war hier ein Eisenbergwerk im Betrieb.“

Nach 1945 schuf der Basaltabbau für den Straßenbau einige Arbeitsplätze. Der Steinbruch wurde jedoch Anfang der 1980er Jahre geschlossen. Er bildet heute ein Ziel für Hobby-Geologen, da er Einblicke in die vulkanische Geschichte der Region bietet. Der in Langd seit Jahrhunderten gebrochene Basalt ist zugleich kennzeichnend für die Mehrzahl der historische Gebäude im Altdorfkern von Langd, die mit diesem Baumaterial errichtet wurden.
Die erste Schule wurde 1832 gebaut. Zwischen 1902 und 1905 entstand die zweite Schule in der Taunusstraße.
Im Jahre 1847 wanderten die ersten Langder Bewohner – aus wirtschaftlichen Gründen – nach Amerika aus. Durch die Realerbteilung waren die landwirtschaftlichen Flächen zu klein geworden, um die Existenz einer Familie zu sichern.
1865 erhielt die evangelische Kirche die heute denkmalgeschützte Orgel von Johann Georg Förster. Langd erhielt 1912 die erste Wasserleitung. Die Kanalisation folgte im Jahr 1958/1959. In beiden Weltkriegen wurden, wie vielerorts, die Kirchenglocken zu Rüstungszwecken eingeschmolzen. Das Bürger- und Gemeindehaus sowie der Kindergarten der evangelischen Kirche wurden 1970 eröffnet.
Hessische Gebietsreform (1970–1977)
Zum 31. Dezember 1970 erfolgte im Zuge der Gebietsreform in Hessen die freiwillige Eingliederung in die nahegelegene Kleinstadt Hungen. Für Langd wurde wie für alle Stadtteile ein Ortsbezirk eingerichtet.

### Verwaltungsgeschichte im Überblick
Die folgende Liste zeigt die Staaten und Verwaltungseinheiten, denen Langd angehört(e):
- vor 1450: Heiliges Römisches Reich, Grafschaft Nidda, Amt Nidda[16]
- 1450–1495: Erbstreit zwischen der Landgrafschaft Hessen und den Grafen von Hohenlohe
- ab 1450: Heiliges Römisches Reich, Landgrafschaft Hessen, Amt Nidda, Gericht Rodheim
- ab 1567: Heiliges Römisches Reich, Landgrafschaft Hessen-Marburg, Amt Nidda, Gericht Rodheim[17]
- 1604–1648: Heiliges Römisches Reich, strittig zwischen Landgrafschaft Hessen-Darmstadt und Landgrafschaft Hessen-Kassel (Hessenkrieg)
- ab 1604: Heiliges Römisches Reich, Landgrafschaft Hessen-Darmstadt, Amt Nidda, Gericht Rodheim[18]
- 1787: Heiliges Römisches Reich, Landgrafschaft Hessen-Darmstadt, Oberfürstentum Hessen, Amt Nidda und Lißberg, Gericht Rodheim[19]
- ab 1806: Großherzogtum Hessen,[Anm. 2] Fürstentum Oberhessen, Amt Nidda[20][21]
- ab 1815: Großherzogtum Hessen, Provinz Oberhessen, Amt Nidda[22]
- ab 1821: Großherzogtum Hessen, Provinz Oberhessen, Landratsbezirk Nidda[23][Anm. 3]
- ab 1832: Großherzogtum Hessen, Provinz Oberhessen, Kreis Nidda
- ab 1848: Großherzogtum Hessen, Regierungsbezirk Nidda
- ab 1852: Großherzogtum Hessen, Provinz Oberhessen, Kreis Nidda
- ab 1867: Norddeutscher Bund, Großherzogtum Hessen, Provinz Oberhessen, Kreis Nidda
- ab 1871: Deutsches Reich, Großherzogtum Hessen, Provinz Oberhessen, Kreis Nidda
- ab 1874: Deutsches Reich, Großherzogtum Hessen, Provinz Oberhessen, Landkreis Gießen
- ab 1918: Deutsches Reich, Volksstaat Hessen, Provinz Oberhessen, Landkreis Gießen
- ab 1938: Deutsches Reich, Volksstaat Hessen, Kreis Gießen (Provinzen 1937 aufgelöst)[24][Anm. 4]
- ab 1945: Deutsches Reich, Amerikanische Besatzungszone,[Anm. 5] Groß-Hessen, Regierungsbezirk Darmstadt, Landkreis Gießen
- ab 1946: Deutsches Reich, Amerikanische Besatzungszone, Hessen, Regierungsbezirk Darmstadt, Landkreis Gießen
- ab 1949: Bundesrepublik Deutschland, Hessen, Regierungsbezirk Darmstadt, Kreis Gießen
- ab 1971: Bundesrepublik Deutschland, Hessen, Regierungsbezirk Darmstadt, Kreis Gießen, Stadt Hungen
- ab 1977: Bundesrepublik Deutschland, Hessen, Regierungsbezirk Darmstadt, Lahn-Dill-Kreis, Stadt Hungen
- ab 1979: Bundesrepublik Deutschland, Hessen, Regierungsbezirk Darmstadt, Landkreis Gießen, Stadt Hungen
- ab 1981: Bundesrepublik Deutschland, Hessen, Regierungsbezirk Gießen, Landkreis Gießen, Stadt Hungen

## Bevölkerung

### Einwohnerstruktur 2011
Nach den Erhebungen des Zensus 2011 lebten am Stichtag dem 9. Mai 2011 in Langd 732 Einwohner. Darunter waren 15 (2,0 %) Ausländer.
Nach dem Lebensalter waren 117 Einwohner unter 18 Jahren, 306 zwischen 18 und 49, 180 zwischen 50 und 64 und 132 Einwohner waren älter. Die Einwohner lebten in 312 Haushalten. Davon waren 75 Singlehaushalte, 96 Paare ohne Kinder und 108 Paare mit Kindern, sowie 27 Alleinerziehende und 6 Wohngemeinschaften. In 60 Haushalten lebten ausschließlich Senioren und in 210 Haushaltungen lebten keine Senioren.

### Einwohnerentwicklung
| • um 1630: | 2 dreispännige, 8 zweispännige, 15 einspännige Ackerleute, 20 Einläuftige, 55 Hausgesesse |
| • 1669:    | 209 Seelen                                                                                |
| • 1742:    | 3 Geistliche/Beamte, 82 Untertanen, 11 Junge Mannschaften, 4 Beisassen/Juden.             |
| • 1791:    | 396 Einwohner                                                                             |
| • 1800:    | 396 Einwohner                                                                             |
| • 1806:    | 488 Einwohner, 91 Häuser                                                                  |
| • 1829:    | 545 Einwohner, 102 Häuser                                                                 |
| • 1867:    | 604 Einwohner, 120 bewohnte Gebäude                                                       |
| • 1875:    | 625 Einwohner, 121 bewohnte Gebäude                                                       |

| Langd: Einwohnerzahlen von 1669 bis 2020 | Langd: Einwohnerzahlen von 1669 bis 2020 | Langd: Einwohnerzahlen von 1669 bis 2020 | Langd: Einwohnerzahlen von 1669 bis 2020 | Langd: Einwohnerzahlen von 1669 bis 2020 |
| --- | ---------------------------------------- | ---------------------------------------- | ---------------------------------------- | ---------------------------------------- |
| Jahr |                                          |                                          |                                          | Einwohner                                |
| 1669 | 1669                                     |                                          | 209                                      | 209                                      |
| 1791 | 1791                                     |                                          | 396                                      | 396                                      |
| 1800 | 1800                                     |                                          | 396                                      | 396                                      |
| 1806 | 1806                                     |                                          | 488                                      | 488                                      |
| 1829 | 1829                                     |                                          | 545                                      | 545                                      |
| 1834 | 1834                                     |                                          | 573                                      | 573                                      |
| 1840 | 1840                                     |                                          | 617                                      | 617                                      |
| 1846 | 1846                                     |                                          | 680                                      | 680                                      |
| 1852 | 1852                                     |                                          | 636                                      | 636                                      |
| 1858 | 1858                                     |                                          | 626                                      | 626                                      |
| 1864 | 1864                                     |                                          | 629                                      | 629                                      |
| 1871 | 1871                                     |                                          | 629                                      | 629                                      |
| 1875 | 1875                                     |                                          | 625                                      | 625                                      |
| 1885 | 1885                                     |                                          | 624                                      | 624                                      |
| 1895 | 1895                                     |                                          | 556                                      | 556                                      |
| 1905 | 1905                                     |                                          | 574                                      | 574                                      |
| 1910 | 1910                                     |                                          | 596                                      | 596                                      |
| 1925 | 1925                                     |                                          | 561                                      | 561                                      |
| 1939 | 1939                                     |                                          | 578                                      | 578                                      |
| 1946 | 1946                                     |                                          | 956                                      | 956                                      |
| 1950 | 1950                                     |                                          | 877                                      | 877                                      |
| 1956 | 1956                                     |                                          | 747                                      | 747                                      |
| 1961 | 1961                                     |                                          | 660                                      | 660                                      |
| 1967 | 1967                                     |                                          | 646                                      | 646                                      |
| 1971 | 1971                                     |                                          | 654                                      | 654                                      |
| 1987 | 1987                                     |                                          | 665                                      | 665                                      |
| 1991 | 1991                                     |                                          | 787                                      | 787                                      |
| 2000 | 2000                                     |                                          | 845                                      | 845                                      |
| 2005 | 2005                                     |                                          | 805                                      | 805                                      |
| 2011 | 2011                                     |                                          | 732                                      | 732                                      |
| 2015 | 2015                                     |                                          | 764                                      | 764                                      |
| 2020 | 2020                                     |                                          | 762                                      | 762                                      |
| Datenquelle: Historisches Gemeindeverzeichnis für Hessen: Die Bevölkerung der Gemeinden 1834 bis 1967. Wiesbaden: Hessisches Statistisches Landesamt, 1968. Weitere Quellen: ; nach 1970 Stadt Hungen; Zensus 2011 |                                          |                                          |                                          |                                          |

### Historische Religionszugehörigkeit
| • 1829: | 545 evangelische Einwohner                          |
| • 1961: | 556 evangelische, 100 römisch-katholische Einwohner |

### Historische Erwerbstätigkeit
| • 1961: | Erwerbspersonen: 210 Land- und Forstwirtschaft, 105 Prod. Gewerbe, 23 Handel, Verkehr und Nachrichtenübermittlung, 23 Dienstleistung und Sonstiges. |

## Politik

### Ortsbeirat
Für den Stadtteil Langd besteht ein Ortsbezirk (Gebiete der ehemaligen Gemeinde Langd) mit Ortsbeirat und Ortsvorsteher nach der Hessischen Gemeindeordnung.
Der Ortsbeirat besteht aus fünf Mitgliedern. Bei den Kommunalwahlen in Hessen 2021 betrug die Wahlbeteiligung zum Ortsbeirat 60,95 %. Dabei wurden gewählt: Je ein Mitglied der SPD, des Bündnis 90/Die Grünen und der „Bürgerliste Pro Hungen“ (ProH) und zwei Mitglieder der „Freien Wähler Hungen“ (FW). Der Ortsbeirat wählte Dieter Schultheis (SPD) zum Ortsvorsteher.

### Wappen
Am 30. August 1968 wurde der Gemeinde Langd ein Wappen mit folgender Blasonierung verliehen: In Schwarz eine halbe rote, mit einer goldenen Grubenlampe belegte und von einem goldenen Lilienornament eingefasste Spitze.

## Kultur und Sehenswürdigkeiten
Neben einem Sportverein (gegr. 1946) gehören die Freiwillige Feuerwehr (gegr. 1936), der Landfrauenverein (gegr. 1962) und der Naturschutzverein VNULL (gegr. 1981) zum kulturellen Leben des Dorfes.